# Sanctuaire Saint-Ignace de Loyola
Le sanctuaire Saint-Ignace-de-Loyola, situé dans le quartier de Loiola (ou Loyola) à Azpeitia en Espagne, est un complexe monumental de style baroque churrigueresque (XVIIe et XVIIIe siècles) construit autour et englobant le manoir natal de saint Ignace de Loyola. La « Casa Santa » et l’église, élevée au rang de basilique mineure en 1921, forment ensemble le sanctuaire de Loyola.

## LaCasa Santa

### Conversion d’Ignace
Ignace de Loyola est né en 1491. Il a passé son enfance dans une maison-tour anciennement fortifiée (fin du XIVe siècle) au bord de la rivière Urola, au hameau de Loiola (ou Loyola), à la sortie d’Azpeitia sur la route d’Azkoitia. C’est également dans cette maison que, en convalescence après avoir été blessé en défendant la ville de Pampelune contre les Français (15 mai 1521), il se met à lire des vies de saints (faute de trouver d’autres lectures…) qui le conduisent à une conversion spirituelle profonde et un changement radical de vie (1521). 

### Dernière visite d’Ignace
Il fait une dernière visite à Loyola — sans accepter de loger dans la maison familiale — pour y régler des affaires de famille et d’héritage personnel après avoir fait vœu de pauvreté (avril 1535). Venant de Paris, où il avait terminé ses études, il préfère être hébergé à l’hôpital de la Madeleine (es), à l’autre extrémité de la ville d’Azpeitia, pour y rendre service aux malades et y donner le catéchisme. Ignace reste trois mois à Azpeitia avant de repartir pour Venise où il recevra l’ordination sacerdotale.

### Description contemporaine
Totalement englobée dans le vaste bâtiment du sanctuaire le manoir familial paraît modeste et correspond effectivement au rang de petite noblesse de la famille des Oñaz y Loyola. Au rez-de-chaussée le caractère fortifié de la structure primitive de la tour de défense est encore très visible : murs de pierres percés de fenêtres étroites. Le premier étage était celui de la cuisine (avec un curieux garde-manger creusé dans le mur) et des domestiques. Au deuxième étage : les belles pièces de réception des visiteurs. Au troisième se trouvaient les chambres d’habitation des membres de la famille. La chambre d’Ignace le convalescent a été transformée en chapelle de la conversion.

## Sanctuaire

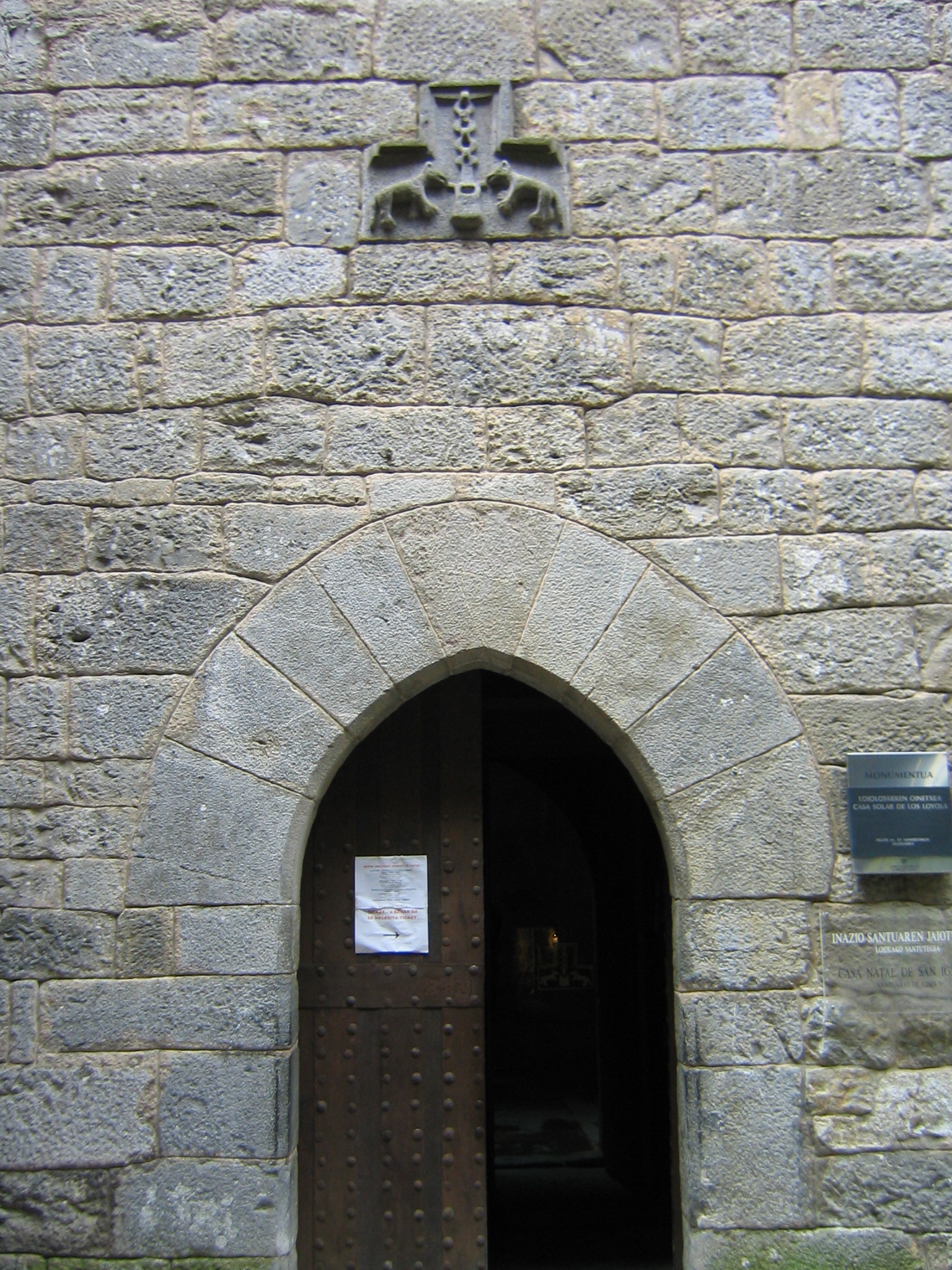
Porte d'entrée du manoir, surmontée de l’écusson des Loyola.

La Casa Santa demeura longtemps entre les mains de la famille des Onaz y Loyola. En 1682, grâce à l’intervention de Marie-Anne d’Autriche la maison est acquise par la Compagnie de Jésus. Paul Oliva, général des jésuites, demande à l’architecte italien Carlo Fontana de dessiner les plans d’un sanctuaire auquel serait accolé un collège. Les plans originaux d’église octogonale surmontée d’une large coupole avec lanterneau sont modifiés par Martin de Zaldua qui y ajoute une nef annulaire. L’édifice reçoit ses occupants en 1708, mais la consécration de l’église et l’inauguration officielle du collège n’auront pas lieu avant 1738. L’aile nord de l’édifice n’est pas encore achevée quand les jésuites sont expulsés d’Espagne par Charles III (1767). Comme tous les biens de la Compagnie de Jésus, le sanctuaire est confisqué par le pouvoir royal. Le XIXe siècle est chaotique : les jésuites, de retour en Espagne en 1816, sont expulsés plus de cinq fois du pays. Le sanctuaire ne sera finalement achevé qu’en 1888. En 1885, l’ensemble des bâtiments est confié par bail (60 ans) à la Compagnie de Jésus ; le bail est renouvelé en 1945 et 2005. La Casa Santa cependant est cédée aux jésuites en 1991.

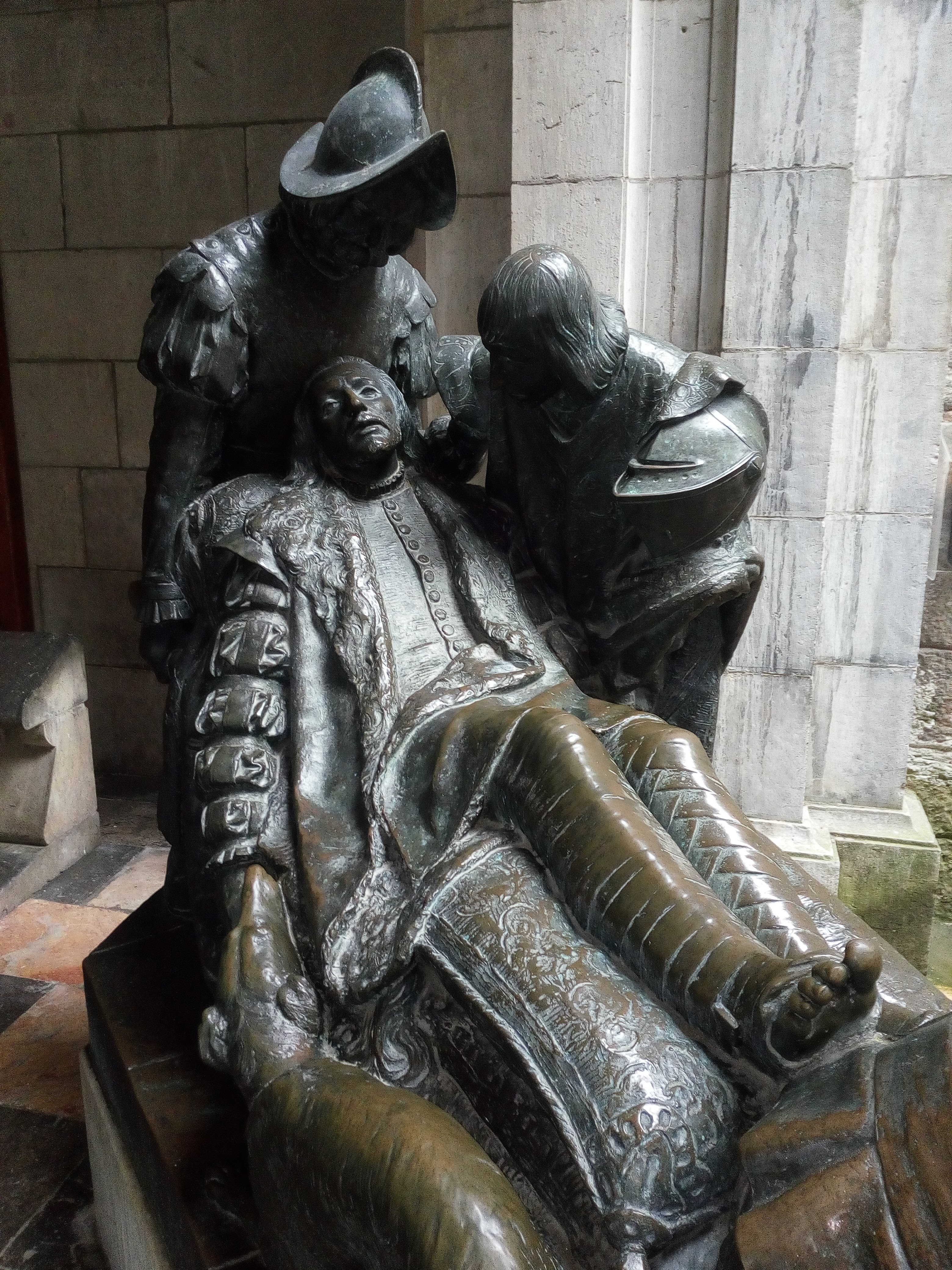
Ignace blessé, ramené chez lui (statue à l’entrée du manoir).

## Aujourd’hui
Le sanctuaire, devenu basilique mineure en 1921, est au centre d’un vaste complexe de bâtiments (avec façade de 150 mètres) qui abritent des œuvres et activités diverses des jésuites basques : centre spirituel, bibliothèque de 300 000 livres, radio (Radio Loyola), maison de formation, et centre de soins pour jésuites âgés. En 2015, le pape François annonce que l’indulgence plénière sera accordée aux pèlerins qui se rendront dans les deux sanctuaires espagnols consacrés à Ignace de Loyola, donc celui de Manrèse, lors de l’année jubilaire du Chemin ignatien qui a commencé le 31 juillet 2015.